# Gertrud-Elisabeth Zillmer
Gertrud-Elisabeth Zillmer (* 22. März 1927 in Walsheim (Gersheim); † 7. Februar 2020 in Stralsund) war eine deutsche Schauspielerin und Regisseurin.

## Leben
Gertrud-Elisabeth Zillmer (als Filmschauspielerin auch Gerti Zillmer) erhielt von 1942 bis 1944 Schauspielunterricht bei Lilly Ackermann. In der Folgezeit hatte sie Engagements in Eisenach, Frankfurt am Main, Weimar und Potsdam. Von 1953 bis 1955 hospitierte sie am Berliner Ensemble bei Bertolt Brecht und Benno Besson, um anschließend selbst an verschiedenen Theatern Regie zu führen.
Seit 1965 war Gertrud-Elisabeth Zillmer als Schauspieldozentin Mitglied des Kollegiums der Staatlichen Schauspielschule Berlin. Sie wurde 1984 zur Professorin ernannt und unterrichtete  nach ihrer Emeritierung weiterhin an der Hochschule für Schauspielkunst „Ernst Busch“ Berlin. Ihre strenge, präzise Arbeitsweise ist Thema des Dokumentarfilms Die Spielwütigen von Andres Veiel aus dem Jahr 2004, der vier Schauspielstudenten über sieben Jahre bei ihrer Ausbildung beobachtete.
Nach einer schweren Erkrankung ist Gertrud-Elisabeth Zillmer am 7. Februar 2020 im Alter von 92 Jahren verstorben.

## Filmografie
- 1956: Thomas Müntzer – Ein Film deutscher Geschichte
- 1957: Zwei Mütter
- 1957: Polonia-Express
- 1958: Emilia Galotti
- 1965/1990: Denk bloß nicht, ich heule
- 2004: Die Spielwütigen (Dokumentarfilm)

## Theater

### Regie
- 1963: Joachim Knauth: Die Kampagne (Theater Greifswald)
- 1966: Gerhart Hauptmann: Rose Bernd (Gerhart-Hauptmann-Theater Görlitz-Zittau)
- 1971: Carlo Goldoni: Krach in Chiozza (Staatliche Schauspielschule Berlin)
- 1976: Boris Wassiljew: Im Morgengrauen ist es noch still (Staatliche Schauspielschule Berlin)
- 1976: John Kani/Athol Fugard/Winston Ntshona:  Sizwe Bansi ist tot (Mecklenburgisches Staatstheater Schwerin)
- 1977: Claude Pin: Zeremoniell um einen Kampf (Staatliche Schauspielschule Berlin)
- 1977: Armin Stolper nach Michail Bugalkow: Aufzeichnungen eines Toten (Mecklenburgisches Staatstheater Schwerin)
- 1978: Wladimir Tendrjakow: Die Nacht nach der Abschlussfeier (Schwedisches Theater Vaasa – Finnland)
- 1979: William Shakespeare: Die beiden Veroneser (Landestheater Halle (Saale))
- 1979: Johann Wolfgang von Goethe: Iphigenie auf Tauris  (Landestheater Halle (Saale) am Goethe-Theater Bad Lauchstädt)
- 1981: Carl Sternheim: Die Schule von Uznach (Volksbühne Berlin – Sternfoyer)
- 1981: Bertolt Brecht: Der kaukasische Kreidekreis (Norrbottensteatern  Luleå – Schweden)
- 1983: Gotthold Ephraim Lessing: Minna von Barnhelm  (Mecklenburgisches Staatstheater Schwerin)
- 1985: Bertolt Brecht: Die Dreigroschenoper (Staatliche Schauspielschule Berlin)
- 1987: Heinrich Kleist: Der zerbrochne Krug (Staatliche Schauspielschule Berlin im bat)
- 1988: Bertolt Brecht: Die Dreigroschenoper (Staatsschauspiel Dresden)
- 1989: Volker Braun: Lenins Tod (Theater am Neumarkt Zürich)
- 1991: Jean-Paul Sartre: Die Troerinnen  (Theaterhochschule Malmö – Schweden)
- 1992: George Tabori nach Flavius Josephus: Masada (Staatliche Schauspielschule Berlin im bat-Studiotheater)
- 1993: George Tabori: My Mother's Courage (Staatstheater Cottbus)

### Schauspielerin
- 1964: William Shakespeare: Richard III. (Anne) – Regie: ? (Deutsches Nationaltheater und Staatskapelle Weimar)